# Parasuta monachus
Parasuta monachus är en ormart som beskrevs av Storr 1964. Parasuta monachus ingår i släktet Parasuta och familjen giftsnokar och underfamiljen havsormar. Inga underarter finns listade i Catalogue of Life.
Arten förekommer i Australien i delstaten Western Australia samt i södra Northern Territory och i västra samt centrala South Australia. Ormen lever i torra och ibland klippiga regioner med ett täcke av gräs, buskar eller med öppna skogar av akaciasläktet. Honor lägger inga ägg utan föder levande ungar. Ormens bett är giftigt.
För beståndet är inga hot kända. IUCN listar Parasuta monachus som livskraftig (LC).